# Thornton (Baie de l'Abondance)
Pour les articles homonymes, voir Thornton.
Thornton est une ville de la région de la  Baie de l'Abondance ou Bay of Plenty  situé dans l’Île du Nord de la Nouvelle-Zélande.

## Situation
La localité de Thornton se situe à 13 km à l’ouest de la ville de Whakatane, dans l'alignement du fleuve Rangitaiki.
Thornton est l'endroit où 1911, le fleuve Rangitaiki fut aménagé en canal, ce qui permit le drainage de la plaine de Rangitaiki et convertir les terres marécageuses en un pays de prairies et d'élevage laitier .